# Хриси Амудия
Хриси Амудия или Скала Панагияс (на гръцки: Χρυσή Αμμουδιά) е крайбрежно селище на остров Тасос в Северна Гърция.

## География
Селището е разположено в североизточната центъра на острова, в западното подножие на планината Ипсарио. В превод Хриси Амудия означава Златен плаж, а Скала Панагияс – Пристанище на Панагия. 

## История
В Хриси Амудия има малка църква „Света Параскева“ от 1910 година.
Селището влиза в преброяванията за пръв път в 1971 година.
| Година    | 1913 | 1920 | 1928 | 1940 | 1951 | 1961 | 1971 | 1981 | 1991 | 2001 | 2011 | 2021 |
| --------- | ---- | ---- | ---- | ---- | ---- | ---- | ---- | ---- | ---- | ---- | ---- | ---- |
| Население |      |      |      |      |      |      | 0    | 3    | 4    | 27   | 77   | 67   |